# Georgi Tunjov
Georgi Tunjov (Narva, 17 de abril de 2001) es un futbolista estonio que juega en la demarcación de centrocampista para el Delfino Pescara 1936 de la Serie B.

## Selección nacional
Después de jugar en la selección de fútbol sub-15 de Estonia, en la sub-16, en la sub-17, en la sub-18 y en la sub-19, finalmente hizo su debut con la selección absoluta el 5 de septiembre de 2020 en un encuentro de la Liga de Naciones de la UEFA contra Georgia que finalizó con un resultado de 0-1 a favor del combinado georgiano tras el gol de Nika Kacharava.

## Clubes
| Club                           | País    | Año       | Partidos | Goles |
| ------------------------------ | ------- | --------- | -------- | ----- |
| JK Narva Trans                 | Estonia | 2016-2018 | 27       | 1     |
| S. P. A. L.                    | Italia  | 2019-2021 | 13       | 0     |
| Carrarese Calcio 1908 (cedido) | Italia  | 2021-2022 | 27       | 3     |
| S. P. A. L.                    | Italia  | 2022-2023 | 24       | 0     |
| Delfino Pescara 1936           | Italia  | 2023-2025 | 46       | 8     |
| Pineto Calcio (cedido)         | Italia  | 2025      | 15       | 1     |
| Delfino Pescara 1936           | Italia  | 2025-     |          |       |